# Martin Tancke
Martin Tancke ( –1650– ) var en dansk diplomat. Hans herkomst er ubekendt, hvis man da ikke på grund af navnet kan formode, at han har tilhørt den haderslevske familie Tanck eller Tancke. 1638 kom han i Christian 4.’s tjeneste og blev resident i Haag, hvor han i det følgende år også akkrediteredes hos generalstaterne af hertug Frederik (III) som ærkebisp i Bremen og af den udvalgte konge Christian (V); 1643 naturaliseredes han og optoges i den danske adelstand. Under Corfits Ulfeldts ophold i Holland 1646-47 kom han på en meget spændt fod med denne, kaldtes tilbage 1648, men blev dog i Haag til slutningen af 1649. 1651 tilstod Frederik 3. ham en årlig pension, og 1652 blev han på ny ansat i Haag som kongelig agent. Han forblev der til 1660, kom så til København og deltog som adelig i det store stændermøde samme år skønt regeringen skal have ønsket at drage nytte af hans økonomiske indsigt, gik han dog til Dresden, hvor kurfyrsten af Sachsen 1661 gjorde ham til sin kammerråd og benyttede ham i forskellige ærinder. 1673 henvendte han sig skriftlig til den danske konge med et andragende om at få de penge, der skyldtes ham, og gav tillige forskellige råd om midler til at forbedre finanserne. Hans senere skæbne kendes ikke.

## Adelsbrev eller afskrift deraf
- Pagina 1.
- Pagina 2.
- Pagina 3.